# Прикам'янський ліс
Прикам'янський ліс — лісовий заказник місцевого значення в Україні. Об'єкт природно-заповідного фонду Житомирської області. Заказник знаходиться на території Ольшанського лісництва Романівського лісгоспу.
Площа 7,7 га. Статус надано згідно з рішенням 20 сесії 8 скликання Житомирської обласної ради від 20.06.2024 року №767. Створений для збереження в природному стані лісових насаджень.
Тут поширені види рослин і тварин, занесені до Червоної книги України: підсніжник білосніжний, часник ведмежий (більше відомий під назвою черемша́) та лелека чорний.

## Галерея

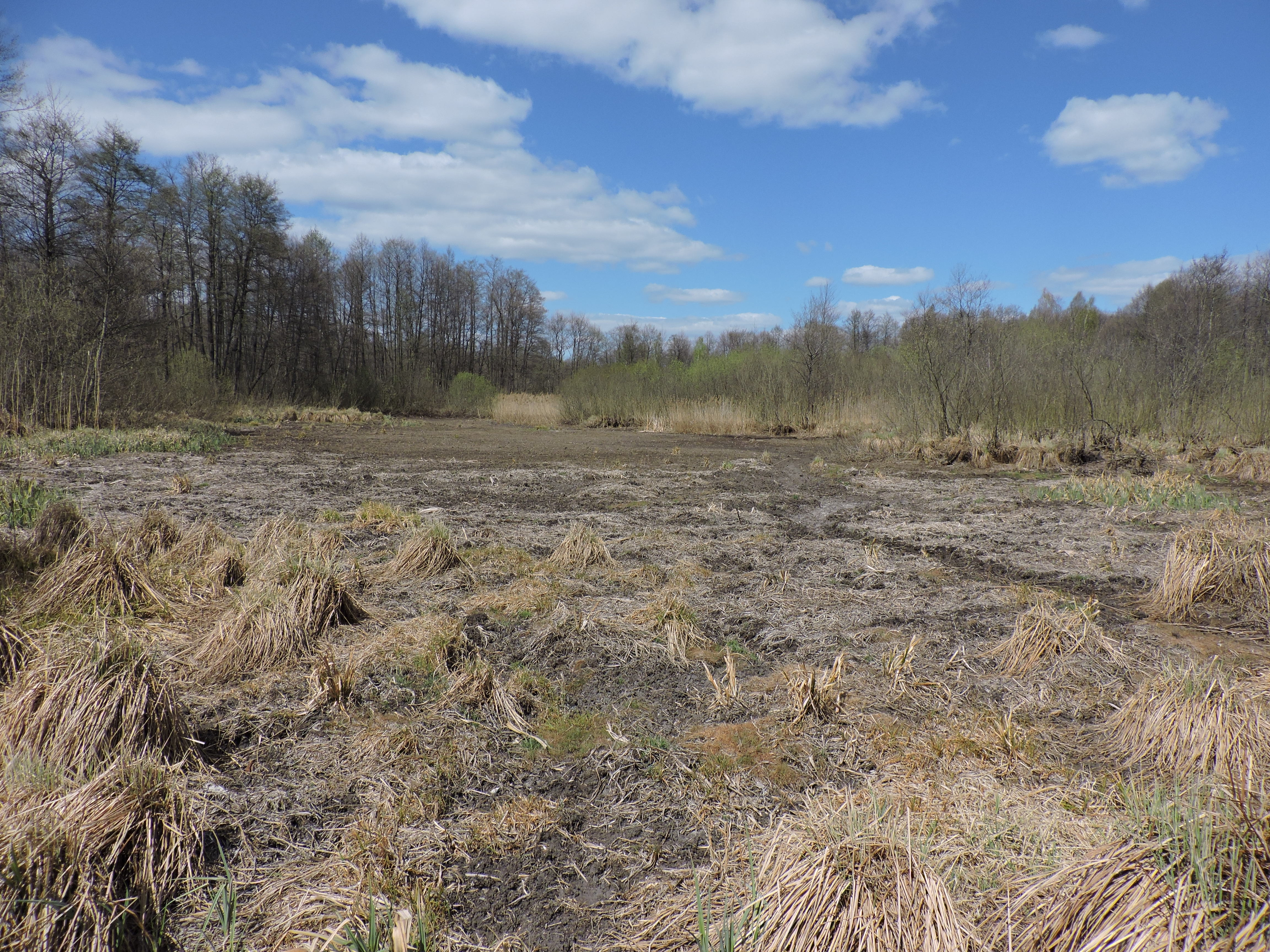
Одне з озер в заплаві річки Кам'янка аномально сухою весною 2020 року повністю пересохло
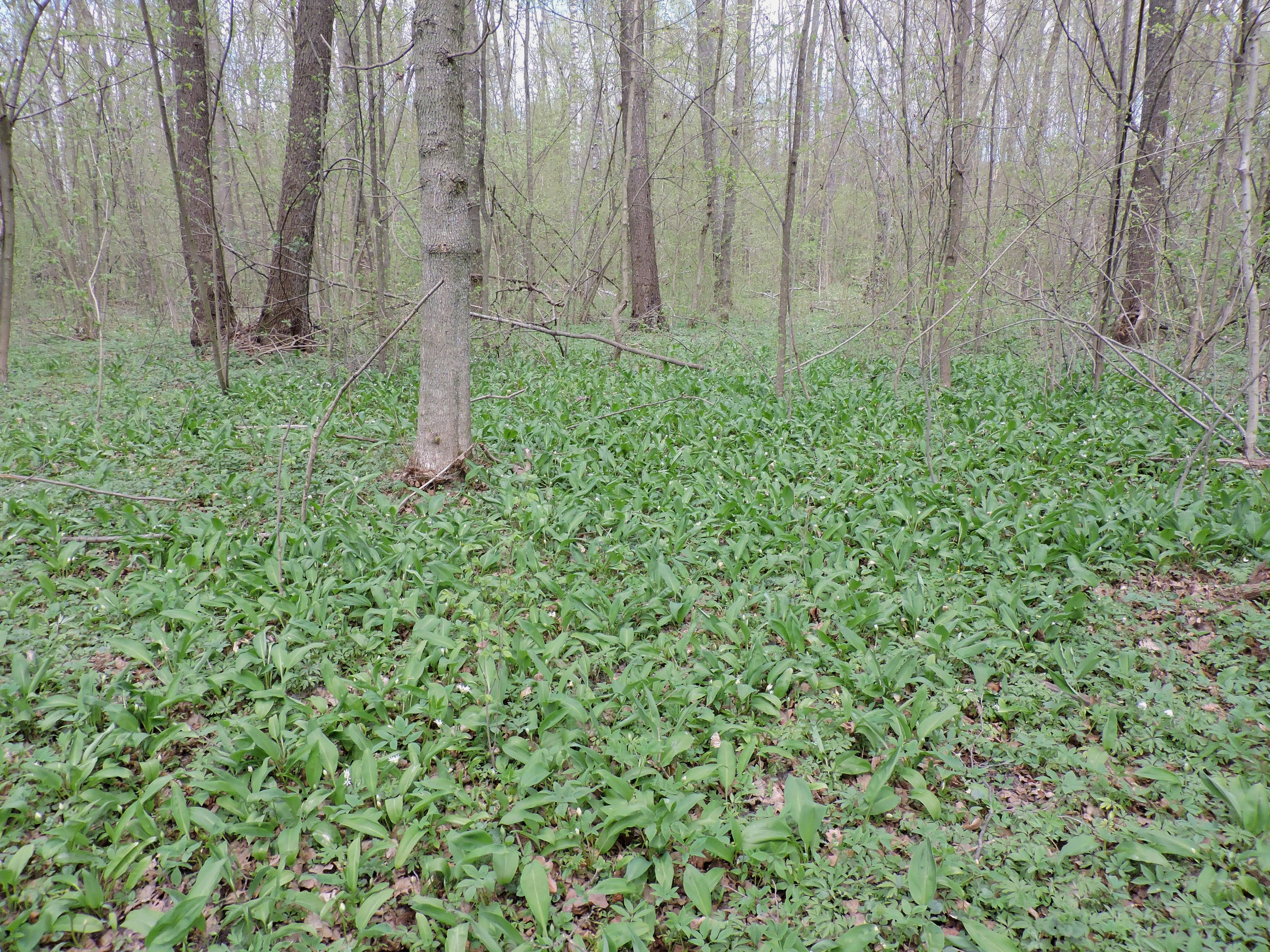
Покрив із червонокнижної черемші у весняному лісі заказника